# Liste der Monuments historiques in Saint-Genest-d’Ambière
Die Liste der Monuments historiques in Saint-Genest-d’Ambière führt die Monuments historiques in der französischen Gemeinde Saint-Genest-d’Ambière auf.

## Liste der Bauwerke
| Bezeichnung           | Beschreibung | Standort | Kennzeichnung | Schutzstatus | Datum | Bild |
| --------------------- | --- | -------- | ------------- | ------------ | ----- | ---- |
| Château de Puygarreau | Ruine einer Burg, erbaut im 15. Jahrhundert, darin Schloss, 17. Jahrhundert; auch auf dem Gebiet der Gemeinde Orches | (Lage)   | PA00105687    | Inscrit      | 1988  |      |
| Château d’Habin       | Schloss, erbaut im 15. Jahrhundert                                                                                   | (Lage)   | PA86000024    | Inscrit      | 2004  |      |

## Liste der Objekte
- Monuments historiques (Objekte) in Saint-Genest-d’Ambière in der Base Palissy des französischen Kultusministeriums